# Championica repanda
Championica repanda är en insektsart som först beskrevs av Carl Stål 1874.  Championica repanda ingår i släktet Championica och familjen vårtbitare. Inga underarter finns listade i Catalogue of Life.